# Местни избори в България (2003)
Местните избори в България през 2003 година се провеждат на 26 октомври, в тях взимат участие 146 партии и коалиции. Това са четвъртите демократични местни избори в историята на страната. Предишните общи избори за местни органи на властта в страната са проведени през 1999 г.

## Резултати

### Кметове на общини
Спечелилите кметове на общини политически партии са: БСП – 51, ДПС – 29, СДС – 12, НДСВ – 9, БСД – 7, БЗНС-НС – 4, БДС „Радикали“ – 3, ССД – 3, БЗНС – 2, ВМРО-БНД – 1, Зелена партия – 1, Земеделски съюз – 1, НДПС – 1, Нова левица – 1, и Социалдемократи – 1.

#### От БДС „Радикали“
Перущица ·  Роман ·  Смядово

#### ОтБЗНС
Вълчедръм ·  Неделино 

#### ОтБЗНС-НС
Белово ·  Борино ·  Долни Дъбник ·  Златарица 

#### ОтБСД
Бойница ·  Борован ·  Грамада ·  Елин Пелин ·  Златица ·  Златоград ·  Чипровци 

#### ОтБСП
Айтос ·  Алфатар ·  Априлци ·  Батак ·  Болярово ·  Бобов дол ·  Божурище ·  Борово ·  Братя Даскалови ·  Брегово ·  Брезово ·  Бяла (Русенско) ·  Ветрино ·  Генерал Тошево ·  Горна Малина ·  Гоце Делчев ·  Две могили ·  Димово ·  Добричка ·  Долна баня ·  Дряново ·  Дупница ·  Елена ·  Ихтиман ·  Костенец ·  Костинброд Криводол ·  Кула ·  Малко Търново ·  Медковец ·  Мизия ·  Мъглиж ·  Опан ·  Павликени ·  Полски Тръмбеш ·  Разград ·  Родопи ·  Самоков ·  Ситово ·  Созопол ·  Стралджа ·  Сунгурларе ·  Сухиндол ·  Тетевен ·  Тополовград ·  Трекляно ·  Трън ·  Царево ·  Чавдар ·  Чупрене ·  Шабла 

#### ОтВМРО – БНД
Кричим

#### ОтДПС
Антоново ·  Ардино ·  Белица ·  Венец ·  Главиница ·  Гърмен ·  Джебел ·  Дулово ·  Дългопол ·  Завет ·  Исперих ·  Каолиново ·  Крумовград ·  Кубрат ·  Кирково ·  Кърджали ·  Лозница ·  Минерални бани ·  Момчилград ·  Никола Козлево ·  Руен ·  Рудозем ·  Самуил ·  Сатовча ·  Стамболово ·  Хитрино ·  Цар Калоян ·  Черноочене ·  Якоруда 

#### ОтЗелена партия
Велинград

#### От Земеделски съюз
Искър

#### ОтНДПС
Опака

#### ОтНДСВ
Аврен ·  Брусарци ·  Добрич ·  Доспат ·  Етрополе ·  Кюстендил ·  Лом ·  Стражица ·  Ценово 

#### От Нова левица
Ковачевци

#### От Социалдемократи
Гурково

#### ОтСДС
Антон ·  Асеновград ·  Бяла (Варненско) ·  Георги Дамяново ·  Девня ·  Калояново ·  Карлово ·  Лесичово ·  Перник ·  Стамболийски ·  Хаджидимово ·  Чепеларе 

#### ОтССД
Брацигово ·  Лъки ·  София 

#### От коалиции
Аксаково – „Съюз на Демократичните Сили, Родолюбие 2000, Съюз Свободни демократи, БЗНС – Народен съюз“ ·  Балчик – „Зелена партия в България, Конституционен съюз, Социалдемократическа партия“ ·  Банско – „СДС, ВМРО-БНД, ДП“ ·  Белене – „Коалиция за България – БСП, Социалдемократи, Рома“ ·  Белоградчик – „Всички за Белоградчик“ ·  Бойчиновци – „Предизборна коалиция 1“ ·  Ботевград – „Инициатива за Ботевградска община“ ·  Брезник – „Българска социалдемокрция“ "Либерален съюз „Нов избор“ „ВМРО-БНД“ ·  Бяла Слатина – „БСП, БЗНС Александър Стамболийски-1899, Обединен блок на труда, Социалдемократи“ ·  Велико Търново – „Ред и Бъдеще за Велико Търново“ ·  Велики Преслав – "БСП, ПК „Тракия“, ПП „Рома“, Партия „Партия Български социалдемократи“ ·  Видин – „Всички за Видин“ ·  Вълчи дол – „Коалиция за Вълчи дол“ ·  Габрово – "БСП, Политически клуб „Екогласност“, „Зелената партия в България“, „БЗНС Ал. Стамболийски“ ·  Горна Оряховица – „Лява коалиция – БСП, БЗС Ал. Стамболийски 1899 и партия български социалдемократи“ ·  Гулянци – „Бъдеще за Община Гулянци – СДС, БЗНС-НС, ССД“ ·  Долна Митрополия – „Коалиция за България“ ·  Долни чифлик – „Заедно за общината“ ·  Елхово „БСП, кБКП И КПБ“, БЗС „Ал. Стамболийски-1899“ ·  Ивайловград – „Общинска левица“ ·  Иваново – „БСП-БЗС Ал. Стамболийски 1899-Иваново“ ·  Кайнарджа – „Заедно за Община Кайнарджа“ ·  Кнежа – „Обединени демократи и земеделци за Община Кнежа“ ·  Копривщица – „Предизборна коалиция БСП и ДПС“ ·  Котел – „Съгласие-напредък за община Котел“ ·  Кочериново – „За Община Кочериново“ ·  Левски – „Левски в 21 век“ ·  Летница – „Бъдеще за Летница“ ·  Любимец – „БСП, Социалдемократи, ПК Тракия“ ·  Ловеч – „БСП, ПДСХ, ДСХ-за Ловеч“ ·  Лясковец – „Коалиция за Община Лясковец, БСП, пБСД, ПД“ ·  Маджарово – „Заедно за Маджарово“ ·  Макреш – „Нова левица“ ·  Марица – „Коалиция за Община Марица“ ·  Николаево – „НДСВ, СДС и БЗНС-НС“ ·  Никопол – „БСП, Социалдемократи, БЗНС Александър Стамболийски 1899“ ·  Нова Загора – "БСП и БЗС „Ал. Стамболийски – 1899 г.“ ·  Нови пазар – „Обединени за Нови Пазар“ ·  Ново село – „БСП, БЗС Александър Стамболийски-1899, Обединен блок на труда, ПД Социалдемократи“ ·  Оряхово – „Коалиция за Оряхово“ ·  Пазарджик – „Коалиция за България 2003“ ·  Петрич – „Заедно“ ·  Пирдоп – „БСП – Български земеделски съюз Ал. Стамболийски 1899 г. – ДПС“ ·  Правец – „За Община Правец“ ·  Приморско – „БСДП, БСДС, БСД, ВМРО-БНД, БЗНС, БЗНС-НС, Зелена партия в България, Блокът на Ж.Ганчев, Рома“ ·  Провадия – „Нова левица“ ·  Първомай – „Обединение за Първомайско“ ·  Разлог – „Патриотичен съюз за Община Разлог“ ·  Ракитово – „Коалиция ДПС и БЗНС“ ·  Ружинци – „Планета“ ·  Своге – „Обединени за общината“ ·  Свиленград – „БСП и Социалдемократи“ ·  Свищов – „За Свищов“ ·  Севлиево – „Демократична левица“ ·  Симеоновград – „Симеоновград 2003“ ·  Симитли – „Бъдеще за община Симитли“ ·  Сливо поле – „Заедно БСП и ДПС“ ·  Смолян – „Нова левица“ ·  Средец – „БСП-ВМРО-БНД“ ·  Твърдица – „Обединени за Община Твърдица-БСП, ДПС, НДСВ, ОБТ, Социалдемократи“ ·  Тервел – „БСП-ПДК“ ·  Троян – „БСП, Партия БЗС Ал. Стамболийски 1899 ОБТ и Партия БСД“ ·  Трявна – „За Трявна“ ·  Тунджа – „БСП и Коалиция“ ·  Тутракан – „Нова левица-БСП, Социалдемократи, БЗС Александър Стамболийски-1899“ ·  Хайредин – „Хайредин-2007“ ·  Харманли – „Коалиция за България“ ·  Челопеч – "ДНВ „Оборище“ – Партия на българските жени – коалиция" ·  Якимово – „Заедно за Якимово“ 

##### ОтОДС
Земен ·  Мадан ·  Плевен ·  Пловдив 

#### Независими
Баните ·  Белослав ·  Берковица ·  Благоевград ·  Бобошево ·  Бургас ·  Варна ·  Ветово ·  Враца ·  Върбица ·  Вършец ·  Годеч ·  Гълъбово ·  Девин ·  Димитровград ·  Драгоман Каварна ·  Казанлък ·  Камено ·  Карнобат ·  Каспичан ·  Козлодуй ·  Кресна ·  Крушари ·  Куклен ·  Луковит ·  Мездра ·  Мирково ·  Монтана ·  Невестино ·  Несебър ·  Омуртаг ·  Павел баня ·  Панагюрище ·  Пещера ·  Поморие ·  Попово ·  Пордим ·  Раднево ·  Радомир ·  Раковски ·  Рила ·  Русе ·  Садово ·  Сандански ·  Сапарева баня ·  Септември ·  Силистра ·  Сливен ·  Сливница ·  Стара Загора ·  Стрелча ·  Струмяни ·  Суворово ·  Съединение ·  Търговище ·  Угърчин ·  Хасково ·  Червен бряг ·  Чирпан ·  Шумен ·  Ябланица ·  Ямбол 